# Jean-Jacques Sempé
Jean-Jacques Sempé (Pessac, 17 de agosto de 1932-Draguignan, 11 de agosto de 2022) fue un dibujante de historietas francés. Firmaba sus trabajos simplemente con su apellido Sempé.

## Biografía
Comenzó su carrera en Francia, en el contexto de las historietas franco-belgas. A muy temprana edad sus primeros trabajos comenzaron a ser publicados en las revistas Sud-Ouest y Noir et Blanc. Sus acuarelas donde sus personajes práctica o definitivamente no hablan ganaron atención internacional por su facilidad para llevar mensajes a pesar de su simpleza. Dibujó varias veces la cubierta de The New Yorker. Reconocido por sus carteles, y su personaje El pequeño Nicolás (Le petit Nicolas), publicado a partir de la década de 1950 junto con «Agostini» (seudónimo de René Goscinny). En 1952 le fue concedido el Carrizey, premio destinado a los dibujantes noveles. 
Entre sus creaciones se podrían destacar las de Monsieur Lambert (1965) y Marcellin el calvo (1969, 1994). Publicó un libro dedicado completamente a los músicos, Les musiciens (1979) en el que sin una sola palabra se transmite la fascinación por los músicos clásicos y populares y su relación íntima y cotidiana con la música, expresando la fragilidad y vulnerabilidad característica de sus ilustraciones en las que combina el blanco y negro y el color. Insondables mystères, (1993) es un libro que muestra la perplejidad que puede provocar el ser humano cuando se le observa con la distancia irónica pero amable de Sempé. Otra de sus entrañables historias es la de Raoul Taburin (1995), un mecánico de bicicletas con ilustres amigos relacionados con el prestigioso Tour de Francia y el mundo de la fotografía.
Posteriormente sus dibujos comenzaron a ser publicados en revistas internacionales como Punch, Paris Match, Cristal, L'Express, Triunfo, Die Woche, entre otras. En 2009, publicó Contes de chats junto a la poetisa Brigitte Fontaine.